# Clematis lushuiensis
Clematis lushuiensis är en ranunkelväxtart som beskrevs av Wen Tsai Wang. Clematis lushuiensis ingår i släktet klematisar, och familjen ranunkelväxter. Inga underarter finns listade i Catalogue of Life.